# Tiszabezdéd
Tiszabezdéd is een plaats (község) en gemeente in het Hongaarse comitaat Szabolcs-Szatmár-Bereg. Tiszabezdéd telt 2043 inwoners (2001).